# Podocarpus ballivianensis
Podocarpus ballivianensis là một loài thực vật hạt trần trong họ Thông tre. Loài này được Silba mô tả khoa học đầu tiên năm 2008.